# Hole Hatti, Shimoga
Hole Hatti là một làng thuộc tehsil Shimoga, huyện Shimoga, bang Karnataka, Ấn Độ.